# Epitonium oppositum
Epitonium oppositum is een slakkensoort uit de familie van de Epitoniidae. De wetenschappelijke naam van de soort is voor het eerst geldig gepubliceerd in 1921 door de Boury.